# Parafia św. Michała Archanioła w Leśnej
Parafia Świętego Michała Archanioła w Leśnej – parafia rzymskokatolicka w Leśnej, należąca do dekanatu radziechowskiego, diecezji bielsko-żywieckiej. Erygowana w 1973.

## Proboszczowie
| L.p. | Imię i nazwisko     | Lata urzędowania |
| ---- | ------------------- | ---------------- |
| 1.   | Zbigniew Szychowski | 1974 – 2003      |
| 2.   | Piotr Sadkiewicz    | 2003 – obecnie   |

Proboszcz Piotr Sadkiewicz brał udział w licznych konkursach i otrzymał wiele wyróżnień za swoją pracę, m.in. w roku 2005 znalazł się wśród dziesięciu spośród 350 najlepszych proboszczów według Dziennika Zachodniego, został nominowany w konkursie Katolickiej Agencji Informacyjnej i TVP 2 do 12 najlepszych proboszczów roku 2005, dziennikarze „Gazety Wyborczej” uhonorowali Piotra Sadkiewicza tytułem: „Człowiek Dużego Formatu 2006”, a w 2007 otrzymał nagrodę im. Brajana Chlebowskiego.